# Сюллюкюн
Сюллюкю́н (якут. сүлүүкүн) — духи, обитающие в глубине озёр и рек в якутской мифологии. Внешне похожи на людей, однако на лице отсутствуют брови, а рост значительно меньше человеческого. Ведут семейный образ жизни, разводят скот, богаты, умеют предсказывать судьбу. Появляются на земле во время святок (выходят из прорубей), чтобы на них не попала освящённая вода. Ночуют на кладбищах или в пустых домах. Любят игру в карты. При этом выигранные деньги обращаются при дневном свете в мох.
Часто пользуются услугами баб-повитух, которые помогают их жёнам рожать. Платят за это щедро, однако со временем (через семь дней) деньги превращаются в мусор.